# Interested Parties Information
Pour les articles homonymes, voir IPI.
Le code IPI (pour Interested Party information) est un numéro d’identification unique rattaché, dans la base de données de la Confédération internationale des sociétés d'auteurs et compositeurs (CISAC) à chaque ayant droit sur une œuvre musicale, en vue de la gestion des droits et recettes respectifs. Le code et sa base sont administrés par la société de copyright suisse SUISA selon les directives de la CISAC et de la BIEM,.

## Numéros IPI
Deux types de numéros IPI existent, avec des usages différents : 

### IPI Name Number
Le numéro de nom,  IPI Name Number, est un code composé de onze chiffres attribué au nom (ou pseudonyme) d’une personne physique ou morale. Une telle personne peut avoir plusieurs noms ; ainsi le musicien Prince a les codes IPI 00045620792 (Nelson Prince Rogers), 00052210040 (Prince) et 00334284961 (Nelson Prince R).

### IPI Base Number
Le numéro de base, IPI Base Number est le code de la personne elle-même. Il a la forme H-NNNNNNNNN-C, où
- H est une lettre d’en-tête,
- N est un numéro d’identification composé de neuf chiffres numériques,
- C est une clé de contrôle, composée d’un chiffre.

### Relation avec les codes ISWC
Les codes IPI sont liés aux International Standard Musical Work Code (ISWC), mais alors qu’un code ISWC désigne l’œuvre en elle-même, les codes IPI désignent les ayants droit.

## Exemples
Par exemple, une chanson intitulée « Ernie » dont le code ISWC est  T-010.171.314-7, n’a qu’un seul ayant droit, Benny Hill dont le numéro IPI est  00014107338. À son tour, ce numéro peut être utilisé pour retrouver toutes les œuvres de l’artiste.
Un autre exemple, plus complexe, concerne la chanson « Boum boum boum ». Le code ISWC est T-914.388.149-6, et les ayants droit sont 
- Auteurs 
  - 00150 87 70 70
  - 00477 23 64 31

- Interprète
  - 00477 23 65 29

- Éditeurs 
  - 00675 74 23 12
  - 00508 90 96 30
  - 00039 86 09 45
  - 00060 20 55 24

## Catégories des ayants droit
Pour un code ISWC, chaque ayant droit relève d'au moins une catégorie, selon la nature de sa participation ; les catégories sont codifiées comme suit:
- A: auteur, écrivain, parolier
- AD: adaptateur
- AM: administrateur
- AR: arrangeur
- C: compositeur
- CA: compositeur-auteur
- E: éditeur original
- ES: éditeur associé
- PA: éditeur participant à la recette
- PR: performeur associé
- SA: sous-auteur
- SE: sous-éditeur
- SR: sous-arrangeur
- TR: traducteur

La norme appelle une personne qui adapte la musique un arrangeur, et une personne qui adapte le texte un adaptateur.